# Bizarrap
Gonzalo Julián Conde (Ramos Mejía; 29 de agosto de 1998), conocido artísticamente como Bizarrap, es un productor discográfico, compositor y DJ argentino. Es conocido por crear las BZRP Music Sessions y las BZRP Freestyle Sessions, sesiones de música y freestyle que realiza junto a otros artistas. En 2023 ganó 3 Premios Grammy Latinos en las categorías Canción del Año, Mejor Canción Urbana y Mejor Canción Pop.
Sus inicios musicales se remontan al año 2017, cuando subía ediciones de batallas freestyle argentinas mezcladas con ediciones y remezclas a la plataforma YouTube. Estos trabajos audiovisuales incrementaron el reconocimiento de Bizarrap en la escena local y terminó participando como productor de canciones de artistas argentinos. Entre 2018 y 2019 lanzó las denominadas BZRP Freestyle Sessions, siendo un total de ocho sesiones junto a los freestylers Kódigo, Sony, Lit Killah, Acru, Ecko, Trueno, Dani Ribba y Aczino. En febrero de 2019 publicó la primera de las BZRP Music Sessions junto al artista argentino Bhavi. Esto desencadenaría una serie de sesiones con artistas locales e internacionales.
Sus mayores éxitos globales han sido «Quevedo: BZRP Music Sessions, Vol. 52», ganador del Grammy Latino a mejor canción urbana, y «Shakira: BZRP Music Sessions, Vol. 53», ganador del premio Grammy Latino a mejor canción del año y mejor canción pop.

## Carrera musical
Su carrera comenzó en 2017 con los combos locos y el quinto escalón, videos que subía a su canal de YouTube donde juntaba distintas escenas de batallas de freestyle locales mezcladas. En ese ambiente fue que conoció a distintos artistas y otros raperos en competencias de freestyle como El Quinto Escalón, y con estos comenzó a crear remixes en paralelo.
Su primer tema destacado vino de la mano de un remix del tema «No vendo trap» con el artista argentino Duki. Gracias a esto, otros artistas lo invitaron a remixar sus canciones.

### 2018:BZRP Freestyle Sessions
El 17 de noviembre de 2018, lanzó su primera Freestyle Sessions, junto al rapero argentino Kodigo, la temática de los sencillos era la improvisación conocida como freestyle. Más tarde se sumaría a la segunda edición el argentino G Sony. La tercera sesión fue junto a Lit Killah y se posicionó como la más conocida en ese entonces, a esta le siguió la del rapero tucumano Acru.

### 2019-24:BZRP Music Sessionsy reconocimiento internacional

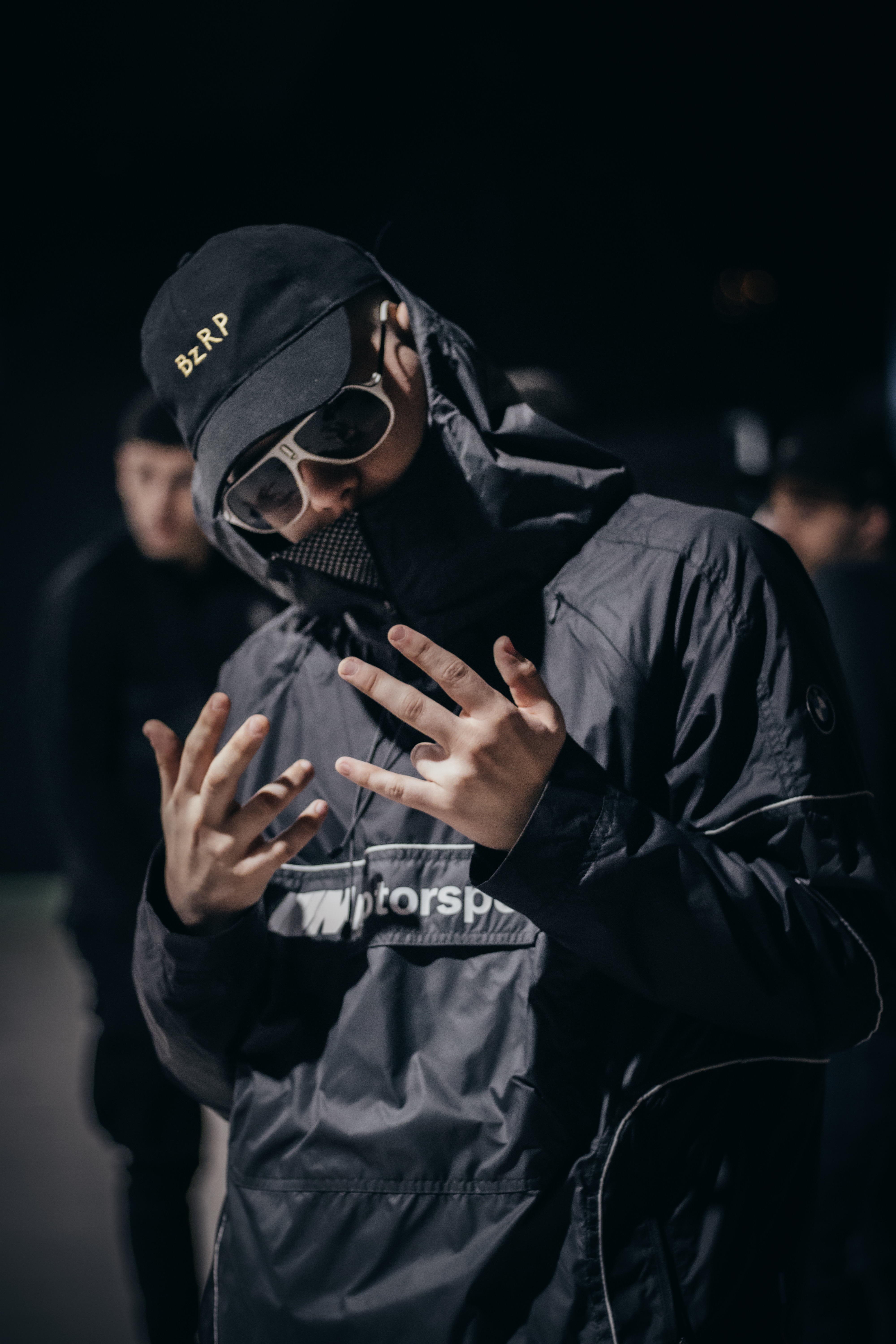
Bizarrap fotografiado en septiembre del año 2019

Con el pie de las Freestyle Sessions creciendo en reproducciones, en febrero de 2019 lanzó su primera Music Sessions haciendo debut en su proyecto más conocido junto al trapero argentino Bhavi.A este le siguió Ecko, quien protagonizó la segunda edición de Music Sessions y al mismo tiempo Freestyle Sessions.Ya con una amplia repercusión, Bizarrap volvería a las bases del proyecto, colaborando junto a Trueno en la «BZRP Freestyle Sessions #6» la cual se posicionaría en tendencias rápidamente consiguiendo más de 500.000 reproducciones en menos de 12 horas.
En octubre de 2020, lanzó el sencillo Jugador del Año junto a los dos raperos Trueno y Acru, este terminó siendo la canción principal de la Copa de la Liga Profesional 2020. A fines de ese mismo año colaboró con Nicki Nicole y Dread Mar-I en el sencillo «Verte». Con más de 17 millones de reproducciones mensuales en Spotify, ingresó en la lista de los 300 artistas más escuchados en todo el mundo en 2020.
En 2021 contó con millones de visitas en YouTube por sus famosas Music Sessions, tales como la de «L-Gante: BZRP Music Sessions, Vol. 38», con más de 350 millones, «Snow Tha Product: BZRP Music Sessions, Vol. 39», con más de 250 millones o «Eladio Carrión: BZRP Music Sessions, Vol. 40», con más de 250 millones. En ese mismo año también fue nominado a los Premios Grammy Latinos por cuatro categorías: «mejor fusión/interpretación urbana», «mejor canción rap/hip hop», «mejor artista nuevo» y «productor del año».
En marzo de 2022 se presentó en el Lollapalooza Argentina 2022 cerrando el primer día del festival en un show con más de 94.000 personas. En julio de ese año estrenó la «BZRP Music Sessions, Vol. 52» junto a Quevedo, la cual sería hasta ese entonces su sesión más exitosa. Con el sencillo, fueron galardonados con el Premio Grammy Latino a la mejor canción urbana. Además, el sencillo se posicionó en el puesto número 1 en toda Sudamérica, México, Estados Unidos, Italia, España y Portugal, además de estar número 1 global durante 50 días consecutivos. Fue la primera canción de un argentino en llegar a esta posición. También se ubicó en ese puesto en la lista de Billboard Global 200.
En enero de 2023 realizó la «BZRP Music Sessions, Vol. 53» junto a la colombiana Shakira, la cual logró romper cuatro récords Guiness: récord de la canción latina con más reproducción en 24 horas, la canción que alcanzó 100 millones de vistas más rápidamente, la canción latina más reproducida en Spotify en 24 horas y la canción latina más reproducida en una semana. En abril de 2023, hizo sus primeros shows en Argentina, estos fueron tres días en el Hipódromo de Palermo para más de 20.000 personas por edición en condición de sold-out. El invitado sorpresa fue el trapero argentino Duki quien protagonizó su conocida session en vivo y también su sencillo «Givenchy». Posteriormente estrenó sesiones con Arcángel, Rauw Alejandro, Milo J y Peso Pluma, este último en el género de los corridos tumbados.
Durante el 2024, lanzó sesiones junto a Young Miko, Natanael Cano, Lismar y Luck Ra. En julio, hizo un breve show en la La Velada del Año, en el Estadio Santiago Bernabéu ante más de 80.000 personas presencialmente y 3,5 millones en directo.

## Vida personal
Vivió toda su infancia y adolescencia en Ramos Mejía, junto con sus padres, y es reconocido fanático del Club Atlético Vélez Sarsfield. A lo largo de su carrera mantuvo amistad con muchos futbolistas que pasaron por este club y también concurre constantemente a los encuentros del equipo en el Estadio José Amalfitani. Es amigo de Franco Colapinto, corredor de Fórmula 1 de quien también es patrocinador.

## Discografía
A pesar de haber realizado proyectos que incluyen más de un sencillo como «Kinder Malo: BZRP Mussic Sessions, Vol. 17», «Milo J: BZRP Music Sessions, Vol. 57», «Natanael Cano: BZRP Music Sessions, Vol. 59» o «Lismar: BZRP Music Sessions, Vol. 60», Bizarrap no ha lanzado ningún álbum de estudio.[cita requerida]
Extended play
- 2023: En dormir sin Madrid (con Milo J)